# Hartvig
A Hartvig germán eredetű férfinév, jelentése: merész + harc.

## Gyakorisága
Az 1990-es években szórványos név, a 2000-es években nem szerepel a 100 leggyakoribb férfinév között.

## Névnapok
- június 14.[2]
- augusztus 8.[2]